# Convenzione delle Nazioni Unite contro la tortura
     Firmato e ratificato
     Firmato ma non ratificato
     Non firmato

Trattato:
Firmato e ratificato
Firmato ma non ratificato
Non firmato

La Convenzione delle Nazioni Unite contro la tortura è un trattato di diritto internazionale relativo ai diritti umani, adottato nell'ambito delle Nazioni Unite, volto a prevenire la tortura in tutto il mondo.
Definisce, nel suo primo articolo, la tortura come:
(Articolo 1 della Convenzione delle Nazioni Unite contro la tortura)
Questa convenzione richiede agli stati che l'hanno ratificata di adottare misure concrete per prevenire la tortura all'interno dei loro confini e proibisce loro di rimandare le persone nei loro paesi di origine dove rischiano di essere torturate. Ha istituito il Comitato delle Nazioni Unite contro la tortura, responsabile della sua effettiva attuazione, a cui tutti gli Stati firmatari devono riferire sull'incorporazione del diritto internazionale pubblico nelle loro leggi nazionali.

## Storia
Il testo della Convenzione è stato adottato dall'Assemblea generale delle Nazioni Unite il 10 dicembre 1984 e, dopo la ratifica da parte di 20 stati, è entrato in vigore il 26 giugno 1987. Questa data è ora considerata la Giornata internazionale a sostegno delle vittime della tortura.

## Ratifiche in tutto il mondo
Nell'ottobre 2019, 169 Stati avevano ratificato questo trattato. Lo stato delle ratifiche della convenzione può essere consultato sul sito della sezione del trattato delle Nazioni Unite.
Molti paesi l'hanno ratificato escludendo o modificando l'ambito di applicazione di determinate disposizioni (nel diritto internazionale, questo si chiama "riserve"), il che significa che gli Stati firmatari non sono vincolati dagli stessi obblighi legali nei confronti del rispetto di questo accordo.
- Stati Uniti: Ronald Reagan presentò la convenzione al Senato nel 1988 concludendo che la sua ratifica avrebbe mostrato il desiderio di porre fine alla odiosa pratica della tortura[3]. Allo stesso tempo, l'Amministrazione propose diciannove riserve che rinviavano la sua ratifica, da parte del Senato, di sei anni[4].
- Francia: La Francia ratificò questa convenzione, nel febbraio 1986, con una riserva: non riconosceva, come molti altri paesi, la giurisdizione della Corte internazionale di giustizia in caso di controversia con altri Stati relativamente all'interpretazione o all'applicazione della convenzione.

## Protocollo opzionale
Firmato e ratificato
     Firmato ma non ratificato
     Non firmato

Protocollo opzionale:
Firmato e ratificato
Firmato ma non ratificato
Non firmato

Questa convenzione è stata integrata da un protocollo opzionale, votato dall'Assemblea generale delle Nazioni Unite il 18 dicembre 2002 ed entrato in vigore il 22 giugno 2006.
Questo protocollo stabilisce un sistema di visite regolari in luoghi in cui si trovano persone private della libertà, effettuate da organismi indipendenti. Questo sottocomitato per la prevenzione si ispira al Comitato europeo per la prevenzione della tortura e delle pene o trattamenti inumani o degradanti istituito dal Consiglio d'Europa nel 1987.
Lo stato delle ratifiche del protocollo è disponibile sul sito web della sezione del trattato delle Nazioni Unite.